# Sabroom
Sabroom é uma cidade e uma nagar panchayat no distrito de Tripura do Sul, no estado indiano de Tripura.

## Demografia
Segundo o censo de 2001, Sabroom tinha uma população de 5 766 habitantes. Os indivíduos do sexo masculino constituem 52% da população e os do sexo feminino 48%. Sabroom tem uma taxa de literacia de 82%, superior à média nacional de 59,5%: a literacia no sexo masculino é de 86% e no sexo feminino é de 78%. Em Sabroom, 11% da população está abaixo dos 6 anos de idade.